# Ито, Бунгаку
Бунгаку Ито (яп. 伊藤 文學 Ито: Бунгаку, новыми иероглифами 伊藤 文学; род. 19 марта 1932 года) — японский предприниматель, глава издательства «Дайни сёбо». Известен как основатель и главный редактор первого в Японии коммерческого журнала для геев «Барадзоку».

## Биография
Бунгаку Ито родился в Токио в 1932 году, в семье работника издательства Тоити Ито и его жены. Он был вторым по старшинству ребёнком из четырёх и единственным мальчиком: у него было три сестры.
Ито закончил филологический факультет университета Комадзава по специальности «японская литература».
Увлекался японской поэзией и был членом университетских литературных кружков.

### Работа в издательстве «Дайни сёбо»
В 1948 году Тоити Ито основал маленькое издательство «Дайни сёбо» (яп. 第二書房, «Книгоиздательство номер два»). Название его происходило от закрывшегося в годы Второй мировой войны издательства «Дайити сёбо» (яп. 第一書房, «Книгоиздательство номер один»), где раньше работал Тоити. После окончания университета Бунгаку Ито, не найдя работы, поступил в отцовскую компанию и стал учиться издательскому делу. Дела «Дайни сёбо» в то время шли не очень хорошо: оно ориентировалось на выпуск сборников стихов, и хотя отзывы литературных критиков на некоторые из них были положительными, продажам это помогало слабо.
В 1962 году Бунгаку Ито, к тому моменту практически взявший на себя управление издательством, принял решение выпустить серию эротической литературы под названием «Ночные книги» (яп. ナイト・ブックス Найто буккусу, от английского «Night Books»). Серия оказалась популярна, количество изданных книг превысило 60, и Ито пришёл к выводу, что его маленькому издательству, чтобы остаться на плаву, надо фокусироваться именно на эротике, поскольку она хорошо продаётся.
В 1966 году «Дайни сёбо», управляемое фактически одним Ито, издало книгу «Секс в одиночестве: о днях, проводимых в уединении» (яп. ひとりぼっちの性生活＝孤独に生きる日々のために Хиториботти но сэйсэйкацу — кодоку ни икиру хиби но тамэ ни) авторства Масами Акиямы (秋山正美). В книге с научной точки зрения описывался процесс мастурбации. В то время другие издательства ничего подобного выпускать не хотели, и Акияме стоило больших трудов опубликовать свою рукопись.
Однако книга стала хорошо продаваться: было раскуплено несколько десятков тысяч экземпляров. В том же году Ито издал ещё две книги Акиямы на тему мастурбации, после чего в издательство стали поступать письма с вопросами и мнениями читателей, которые Ито должен был просматривать. Среди них оказалось много писем от гомосексуальных читателей, и Ито стал впервые задумываться об их проблемах.
В 1968 году Ито издал две новых книги Акиямы, направленные уже на гомосексуальную аудиторию: «Гомосексуальные техники: секс мужчины с мужчиной» (яп. ホモテクニック—男と男の性生活 Хомо тэкуникку — отоко то отоко но сэйсэйкацу) и «Лесбийские техники: секс женщины с женщиной» (яп. レスビアンテクニックー女と女の性生活 Рэсубиан тэкуникку — онна то онна но сэйсэйкацу). Поскольку гомосексуализм в то время был темой малоприличной, Ито не мог рекламировать эти книги в газетах и вынужден был упрашивать владельцев книготорговых сетей по крайней мере не прятать их под прилавок.
«Гомосексуальные техники», вопреки скептическим ожиданиям книготорговцев, оказались коммерчески успешными: было продано более 30 тысяч экземпляров.
Однако многие покупатели стеснялись приобретать эту книгу в магазинах и приходили за ней прямо в издательство. Ито заинтересовался такими покупателями, стал расспрашивать их и, выслушивая их истории, пришёл к выводу, что большой проблемой для них является социальная изоляция, одиночество и сопутствующая им подавленность. С этого момента Ито начал издавать всё больше материалов для гомосексуальной аудитории и в конце концов решил выпускать журнал для геев, дабы по примеру своего деда встать на сторону тех, кто подвергается дискриминации: дед, Фудзио Ито, в своё время состоял в благотворительной Армии спасения, занимаясь освобождением проституток, которые из-за махинаций хозяев борделей не могли выкупиться оттуда самостоятельно.
Новый журнал, по мысли Ито, должен был с одной стороны помочь японским гомосексуалам осознать, что они не одиноки, а с другой — уменьшить общественные предрассудки в их отношении.

### Основание «Барадзоку»
В марте 1971 года Ито поместил в одной из выпущенных его издательством книг объявление о своём намерении выпускать журнал для геев. После этого некие Рю Фудзита и Хироси Мамия связались с Ито и изъявили желание ему помогать. Поскольку сам Ито не был геем и не имел опыта в издании журналов, а Фудзита и Мамия, напротив, были геями и ранее работали в других журналах писателями и редакторами, первый номер был сделан в основном ими. Ито же, использовав свои связи в издательском мире, добился от крупных книготорговых сетей разрешения на открытую продажу своего журнала. Он получил название «Барадзоку» (яп. 薔薇族 «Народ роз»), так как в то время в Японии розы ассоциировались с гомоэротизмом. Причиной такой ассоциации была серия эротических фотографий Юкио Мисимы «Наказание розами» (яп. 薔薇刑 Бара кэй), сделанная в 1961 году фотографом Эйко Хосоэ.
Первый номер «Барадзоку» вышел 30 июля 1971 года и стал первым в Японии журналом для геев, который можно было купить в магазинах (до этого в среде геев существовал лишь «самиздат», доступный узкому кругу лиц по подписке).
Второй номер вышел в ноябре 1972 года. Впоследствии «Барадзоку» под руководством Ито как главного редактора стал издаваться каждые 2 месяца, а начиная с 1974 года — ежемесячно.
Однако, начав издавать свой журнал, Ито немедленно столкнулся с противодействием. Выход первого номера спровоцировал небольшую моральную панику, проявившуюся в газетных статьях с сенсационными утверждениями вроде «однополая любовь похоронит страну».
Отец Ито, узнав, что сын использует семейное дело для издания аморальных, по его мнению, материалов, пришёл в смятение и сильно поссорился с сыном, восприняв издание журнала для геев как позор на свои седины и крайне неудачное решение в плане бизнеса. Жена Ито, хотя и работала вместе с ним над «Барадзоку», всё же была обеспокоена тем, что её муж настолько увлёкся гомосексуальной темой. Видный японский гей-активист Тэйсиро Минами, некоторое время сотрудничавший с Ито, быстро разочаровался в нём и критиковал его за то, что он, будучи гетеросексуалом и говоря от имени геев, узурпировал их голоса. В довершение всего «Барадзоку» нередко содержал порнографические материалы, такие как рассказы и изображения, за что Ито много раз попадал в полицию, платил штрафы, а также получал запрет на продажу и конфискацию уже отпечатанных номеров. Однако до окончательного запрета публикации дело так никогда и не дошло, а растущие продажи «Барадзоку» позволили Ито вывести своё издательство из застоя.
Успех журнала натолкнул Ито на мысль о сопутствующем бизнесе: так, в 1976 году главный редактор открыл для читателей «Барадзоку» кафе под названием «Мацури» (яп. 祭, «Фестиваль») в токийском квартале Синдзюку. Вначале Ито опасался, что посетителей там будет мало, так как немногие отважатся признать свою гомосексуальность визитом в такое кафе, однако оно, против ожиданий, стало популярно. В 1981 году Ито начал продавать гомосексуальные порнофильмы, после чего все порнофильмы такого рода стали называться в Японии «барадзоку эйга» («барадзоку-фильмы») независимо от распространителя, а в 1982 году — лубриканты.
«Барадзоку» продолжал без перерыва издаваться в течение 33 лет и на протяжении всего этого времени оставался одним из самых популярных изданий гей-прессы в Японии. Бессменным главным редактором журнала все эти годы был Ито. Когда же в 2004 году «Барадзоку» закрылся, причинами прекращения его выпуска Ито назвал, с одной стороны, старение редколлегии, которой уже нечего было предложить молодым читателям (самому Ито на тот момент было 72 года, его редакторскому составу — по 40—50 лет), а с другой — увеличение числа публикаций об ЛГБТ в обычных средствах массовой информации и финансовые трудности.
Ито делал ставку на размещение в журнале платных объявлений о знакомстве, поступавших от читателей, но с распространением Интернета и расширением возможности онлайн-знакомств эта статья дохода катастрофически сократилась. Ито сделал три попытки возродить «Барадзоку», две в 2005 и одну в 2007 году, но все они оказались неудачными, и выпуск журнала каждый раз прекращался через 1-2 номера.
Издательство «Дайни сёбо» с прекращением публикации «Барадзоку» также лишилось всех доходов.
В 2011 году Ито официально оставил пост главного редактора на 400-м номере журнала. Новым редактором стал Сусуму Рю.
По состоянию на 2014 год «Барадзоку» выходит в другом издательстве раз в 3 месяца ограниченным тиражом.

### Личная жизнь
В 1955 году 23-летний Ито познакомился с 19-летней студенткой физкультурного колледжа Кимико Кавасимой, годом позже они стали жить вместе и в 1958 году поженились.
Впоследствии Кавасима стала авангардной танцовщицей, выступавшей под псевдонимом Мика Ито.
11 января 1970 года она погибла в возрасте 33 лет в собственном доме от отравления угарным газом, оставив мужу малолетнего сына Фумихито.
В октябре того же года Ито женился второй раз. От второй жены Кумико у него родился ещё один сын, Фумихиса.
Оба они выросли и создали собственные семьи.

### Художественный музей
В 1993 году Ито открыл в селе Яхико префектуры Ниигата, откуда была родом его вторая жена, частный художественный музей под названием «Родник романса» (яп. ロマンの泉美術館 Роман но идзуми бидзюцукан). Там Ито выставлял картины художников 19 века. В 2005 году, после прекращения публикации «Барадзоку», Ито не смог содержать музей, так как его доходы сильно уменьшились. Музей был закрыт. В 2006 году одна из местных компаний попыталась взять его на баланс, однако спустя три года отказалась от него, так что в 2009 году он вновь закрылся.

## Литературные работы
Первым крупным литературным произведением Ито стала книга «Почему у меня текут слёзы» (яп. ぼくどうして涙がでるの Боку до:ситэ намида га дэру но), написанная им в 1965 году в соавторстве со своей младшей сестрой Митико. Книга описывала болезнь Митико, у которой развился порок сердца, и её дружбу с пятилетним Ёт-тяном, мальчиком, с которым она лежала в одной палате. Обоим требовалась операция, но Митико перенесла её хорошо и восстановилась, а Ёт-тян умер. Глубоко огорчённый его смертью Ито написал книгу, по которой в том же 1965 году телекомпания «Никкацу» сняла фильм, и основал общественную организацию, которая вела кампанию за предоставление детям с сердечными заболеваниями операций за государственный счёт. В 1974 году Ито переиздал свою книгу, так как годом раньше Митико умерла после очередной операции на сердце; в новом издании была добавлена глава о её смерти.
Впоследствии Ито написал несколько книг о своей работе в качестве главного редактора «Барадзоку» и, в частности, книгу о проблемах каминг-аута в японском обществе, основанную на письмах читателей журнала. Он также издал сборник собственных стихов и биографию своей первой жены Мики Ито, написанную спустя 39 лет после её смерти.

### Список публикаций
- «Почему у меня текут слёзы» (яп. ぼくどうして涙がでるの Боку до:ситэ намида га дэру но). В соавторстве с Митико Ито. 1965.
- «Душа будто разрывается: страдания, о которых не расскажешь родителям, братьям и сёстрам» (яп. 心が破けてしまいそう－親・兄妹にも言えないこの苦しみはなんだ Кокоро га ябукэтэ симаисо: — оя, кэймай ни мо иэнай коно курусими ва нан да). 1978.
- «Главный редактор „Барадзоку“: история упорного сражения. Я хочу, чтобы здравомыслящие люди поняли» (яп. 「薔薇族」編集長 奮戦記 心ある人にはわかってほしい «Барадзоку» хэнсю:тё: — фунсэнки — кокоро ару хито ни ва вакаттэ хосий). 1986.
- «Конец рассыпанию роз: 22 года, пройденных вместе с „Барадзоку“» (яп. 薔薇を散らせはしまい－「薔薇族」と共に歩んだ22年 Бара о тирасэ ва симаи — «Барадзоку» то томо ни аюнда нидзю:ни нэн). 1993. ISBN 4-8265-0163-3
- «Чулки и женщины» (яп. 靴下と女 Куцусита то онна). Сборник стихов. 1993.
- «Открывая створчатые двери: история художественного музея „Родник романса“» (яп. 扉を開けたら ロマンの泉美術館物語 Тобира о хиракэтара — Роман но идзуми бидзюцукан моногатари). 1994.
- «День цветения роз: 30 лет, пройденных вместе с „Барадзоку“» (яп. 薔薇ひらく日を－『薔薇族』と共に歩んだ30年 Бара хираку хи о — «Барадзоку» то томо ни аюнда сандзю: нэн). 2001. ISBN 978-4-309-90455-9
- «Главный редактор: неизвестные эпизоды» (яп. 編集長「秘話」 Хэнсю:тё: «хива»). 2001. ISBN 978-4-89036-145-8 (впоследствии издавалась под названием Главный редактор «Барадзоку» (яп. 『薔薇族』編集長 «Барадзоку» хэнсю:тё:))
- «Люди, стоявшие за „Барадзоку“, их настоящие лица за кулисами» (яп. 『薔薇族』の人びと－その素顔と舞台裏 «Барадзоку» но хитобито — соно сугао то бутайура). 2006. ISBN 978-4-309-01769-3
- «Розы навсегда: 35-летняя война главного редактора „Барадзоку“» (яп. 薔薇よ永遠に－薔薇族編集長35年の闘い Бара ё эйэн ни — «Барадзоку» хэнсю:тё: сандзю:го нэн но татакай). 2006. ISBN 4-86167-114-0
- «Моя обнажённая жена: авангардная танцовщица Мика Ито, пронёсшаяся сквозь 60-е как ветер» (яп. 裸の女房－60年代を疾風のごとく駆け抜けた前衛舞踊家・伊藤ミカ Хадака но нё:бо: — рокудзю: нэндай о сиппу: но готоку какэнукэта дзэнъэй буё:ка Ито: Мика). 2009. ISBN 978-4-779-11434-2
- «Яранайка! Очень личный исторический очерк о гей-культуре от главного редактора „Барадзоку“» (яп. やらないか!－『薔薇族』編集長による極私的ゲイ文化史論 Яранайка! — «Барадзоку» хэйсю:тё: ни ёру гокуситэки гэй бунка сирон). 2010. ISBN 978-4-779-11582-0